# Ernst Duschön

Ernst Duschön (vor 1935)

Ernst Duschön (* 13. Mai 1904 in Grünstein, heute Gemeindeteil von Gefrees; † 22. Juni 1981 in Düsseldorf) war ein Reichstagsabgeordneter der NSDAP.

## Leben
Duschön besuchte von 1910 bis 1918 die Volksschule in Gefrees. Anschließend wurde er Arbeiter, später war er Steinbrucharbeiter in Wülfrath im Rheinland.
1920 wurde er Mitglied der Sozialistischen Arbeiter-Jugend (SAJ), eine Jugendorganisation im Umfeld der SPD. Später trat er zur SPD über, der er bis Anfang 1924 angehörte. Duschöns SPD-Mitgliedschaft war auch in der Zeit des Nationalsozialismus im Reichstagshandbuch von 1938 vermerkt. Im Februar 1924 wechselte er zu Ersatzorganisationen der zu dieser Zeit verbotenen NSDAP, darunter die Großdeutsche Volksgemeinschaft um Alfred Rosenberg. Nach der Wiederzulassung der NSDAP trat er in die Partei zum 4. Mai 1925 ein (Mitgliedsnummer 4.158). Am 12. Oktober 1926 trat er aus ungekannten Gründen aus der NSDAP aus, wurde jedoch am 1. Juli 1927 erneut Parteimitglied. Von Juli 1929 bis September 1932 war Duschön Sektions-, später Ortsgruppenleiter in Wülfrath. Zugleich war er Gauredner der Partei im Gau Düsseldorf und Mitglied im Gaustab des dortigen Gauleiters Friedrich Karl Florian.
Im September 1932 wechselte Duschön nach Ostpreußen und übernahm in Königsberg die Stelle des Gaubetriebszellenleiters der NSDAP. Nach der „Machtergreifung“ der Nationalsozialisten erhielt Duschön bei der Wahl im März 1933 ein Mandat im Reichstag. Von Mai 1933 bis 1937 war er zunächst Bezirksleiter, später Gauwalter der Deutschen Arbeitsfront (DAF) im Gau Ostpreußen; in dieser Funktion gehörte er zum Stab des Gauleiters Erich Koch. Im August 1937 wurde Duschön Richter am Ehren- und Disziplinarhof der DAF in Berlin. Vermutlich im gleichen Jahr wurde er Mitglied des „Reichsarbeits- und -wirtschaftsrates“ und der Reichsarbeitskammer.
Während des Krieges gegen die Sowjetunion war Duschön Gebietskommissar in den Kreisgebieten Pjatichatka und Kriwoi Rog-Stadt des Generalbezirkes Dnjepropetrowsk im Reichskommissariat Ukraine. Mit dem Rückzug der deutschen Truppen kehrte er 1944 zunächst nach Ostpreußen zurück. Später setzte er sich nach Berlin ab und dann Anfang 1945 in den Westen Deutschlands.
Bei Kriegsende wurde Duschön offenbar vorübergehend von alliierten Truppen gefangen genommen und interniert. Seit den 1950er Jahren lebte er im Rheinland; zeitweise arbeitete er in einem Chemiewerk in Leverkusen.